# Герб Печенігів
Герб Печені́гів — символ смт Печеніги Харківської області, затверджений рішенням сесії Печенізької селищної ради.

## Опис
Щит із золотою облямівкою перетятий і напіврозтятий. На верхній зеленій частині покладені навхрест золотий ріг достатку з квітами i плодами, i срібний кадуцей. На другій золотій стилізоване чорне зображення козака з глечиком. На третій золотій дрофа, що стоїть на двох нитяних лазурових хвилястих поясах. Щит обрамований Слобідським вінком із дубового листя, переплетеного синьою стрічкою.